# Simon Westberg
Per Simon Westberg, född 9 juli 1985, är en svensk skribent och politiker (kristdemokrat). 
Westberg var generalsekreterare för Kristdemokratiska Ungdomsförbundet under den turbulenta perioden 2007-2011 när förbundet genomgick stora politiska och organisatoriska förändringar. De två följande åren var han politisk sekreterare åt kommunalrådet Ebba Busch i Uppsala. Efter avslutade studier arbetade Westberg som Public Affairs-konsult innan han hösten 2015 rekryterades tillbaka av Ebba Busch till hennes partiledarstab där han bland annat var verksam som stabens talskrivare.
Westberg har varit vikarierande politisk redaktör på Nya Wermlands-Tidningen och frilansmedarbetare på Svenska Nyhetsbyrån. 
Han har bland annat författat boken ”Imorgon trädgårdsstäder - den kompakta stadens misslyckande och vägen framåt” och rapporten ”Väntan på välfärden” utgiven av Timbro.